# أحمد هادزيباستش
أحمد حاجي باستش (بالبوسنية: Ahmet Hadžipašić) في الفترة (1 يونيو 1952 - 23 يوليو 2008) هو رئيس وزراء اتحاد البوسنة والهرسك في الفترة من 14 فبراير 2003 حتى مايو 2007، وكان يشغل عضو حزب العمل الديمقراطي، حصل هادزيباستش على درجة الدكتوراه في عام 1990، عاش معظم حياته في مدينة زينيتسا، وهي مدينة معروفة كمركز للمعادن في يوغسلافيا السابقة، وكان له دور كبير في خصخصة مصنع زينيتسا، الذي يعد واحد من أكبر مصانع الصلب في منطقة البلقان، توفي هادزيباستش اثر اصابته بنوبة قلبية في صيف عام 2008 في منزله في مدينة زينيتسا، وكان قبل وفاته بأسابيع قليلة قد تم انتخابه في منصب نائب رئيس جامعة زينيكا.